# Javier Domingo
Javier Domingo Sánchez (Barcelona, 1968) es un director de cine, guionista y productor español. Consiguió el Premio del Público en el Festival de Cine de La Almunia (2001) por El velatorio.  y se dio a conocer con la comedia de acción Mala uva (2004), protagonizada por Sancho Gracia.

## Biografía
Nacido en el barrio barcelonés de Gràcia, Domingo estudió realización audiovisual y comenzó su carrera como montador en productoras publicitarias.  
En 1999 dirigió su primer corto, Los cuentos de tío Paco, seleccionado para el catálogo «Los mejores cortos del cine español 5».  
Su segundo trabajo, El velatorio (2001), obtuvo el **Premio del Público** en el Festival de Cine de La Almunia.  
El salto al largo llegó con Mala uva (2004), rodada en La Rioja y distribuida por Wanda Visión.  
Desde entonces alterna la escritura de guiones —destaca El kaserón (2009), dirigido por Pau Martínez— con la producción de documentales.

## Filmografía

### Largometrajes
| Año  | Título   | Cargo                | Notas             |
| ---- | -------- | -------------------- | ----------------- |
| 2004 | Mala uva | Director / Guionista | Comedia de acción |

### Cortometrajes seleccionados
| Año  | Título                  | Cargo                | Premios                                           |
| ---- | ----------------------- | -------------------- | ------------------------------------------------- |
| 1999 | Los cuentos de tío Paco | Director / Guionista | Selección «Los mejores cortos del cine español 5» |
| 2001 | El velatorio            | Director / Guionista | Premio del Público – FESCILA 2001                 |

### Otros créditos como guionista
| Año  | Título     | Dirección    | Notas                        |
| ---- | ---------- | ------------ | ---------------------------- |
| 2009 | El kaserón | Pau Martínez | Coguionista con Ferran Folch |

## Premios y reconocimientos
- **Premio del Público** – Festival de Cine de La Almunia (2001) por El velatorio. [5]